# Isla da Marma
La isla da Marma (Illa da Marma) es una isla situada en la ría de Arosa, en la costa norte de Sangenjo (provincia de Pontevedra, Galicia, España).

## Descripción
Tiene 10 hectáreas de superficie y forma parte de la zona protegida del Complejo Intermareal Umia-Grove-Lanzada, pero, como otras islas que allí se encuentran, llega a quintuplicar su tamaño con las bajamares.
Es baja y completamente llana, con una playa en su parte norte. Su superficie está cubierta de marisma y yerbazal. Es un importante posadero de aves marinas.
- Datos: Q11683855